# Ça ira mieux demain
Cet article possède un paronyme, voir Koz toujours, ça ira mieux demain.
Cet article concerne le film. Pour le spectacle, voir Christophe Alévêque#Biographie. Pour le livre, voir Pierre Druilhe#Bibliographie.
Pour plus de détails, voir Fiche technique et Distribution.
Ça ira mieux demain est une comédie française de Jeanne Labrune, sortie en 2000.
Cette comédie de mœurs pose un regard amusé sur quelques bobos parisiens, un psychanalyste (Jean-Pierre Darroussin) et sa femme (Nathalie Baye), une romancière dilettante (Jeanne Balibar), une contrebassiste (Isabelle Carré), un décorateur (Didier Bezace), etc.

## Synopsis
Des relations se nouent et se tendent entre des intellectuels et artistes du quartier latin autour d’épineux problèmes d’ameublement, en particulier d’une encombrante commode qui passe de main en main, qu’on voudrait entreposer dans une cave mais que personne ne sait protéger de l’humidité. La solution de l’emballage dans un film plastique hermétique a ses partisans et ses détracteurs (car ne faut-il pas que le bois respire ?...)

## Fiche technique
- Titre original : Ça ira mieux demain
- Réalisation : Jeanne Labrune
- Scénario : Jeanne Labrune
- Production : Nicole Bechet
- Musique : Bruno Fontaine
- Photographie : Jean-Claude Thibaut
- Montage : Guy Lecorne
- Décors : Emile Ghigo
- Costumes : Anne Schotte
- Pays :  France
- Genre : comédie de mœurs
- Durée : 89 minutes
- Format : couleur
- Date de sortie : France - 15 novembre 2000

## Distribution
- Nathalie Baye : Sophie
- Isabelle Carré : Marie
- Jeanne Balibar : Élisabeth
- Jean-Pierre Darroussin : Xavier
- Sophie Guillemin : Annie
- Didier Bezace : Franck
- Danielle Darrieux : Éva
- Nathalie Besançon : Céline
- Dominique Besnehard : le patient qui chante
- Philippe du Janerand : le patient impatient
- Christophe Odent : le patient  (clown blanc)
- Hélène Lapiower : la patiente déprimée
- Hubert Saint-Macary : Éric
- Sylvie Joly : la patiente galeriste
- Réginald Huguenin : le pickpocket
- Françoise Gillard : la jeune femme dans le métro
- Vincent Nemeth : l'antiquaire
- Erwan Creignou : le vendeur du magasin de bricolage
- Hélène Babu : la caissière du magasin de bricolage

## Nomination
César du cinéma 2001 : Nomination au César du meilleur second rôle féminin pour Jeanne Balibar.

## Accueil

### Critique
Comme beaucoup de films de Jeanne Labrune, Ça ira mieux demain reçoit un assez bon accueil des critiques. Allociné calcule une note moyenne de 2,7 sur 4 (qu’il transforme en 3,7 sur 5 en rajoutant 1 point à toutes les notes des critiques). Le Figaro résume bien la tonalité générale en parlant d’« une fantaisie à la fois légère et grave. » Les termes "fantaisie" et "légèreté" sont ceux qui reviennent le plus souvent pour qualifier le film. Le choix et le jeu des acteurs sont également appréciés : le film « fait la part belle aux acteurs » nous dit l’Obs, il est « servi par un casting irréprochable. » renchérit Le JdD.

### Public
Près de 0,9 million d’entrées. C’est le seul des cinq films de Jeanne Labrune qui a fait gagner de l’argent à ses producteurs : ces entrées ont généré une recette de 6,5 millions d’euros environ alors que le film a coûté 4 millions d’euros.